# Galgaguta
Galgaguta (szlovákul: Guta) község Nógrád vármegyében, a Balassagyarmati járásban.

## Fekvése
Galgaguta község Nógrád vármegye déli, délnyugati részén, a Pest vármegye határán elhelyezkedő részben szlovák nemzetiségű kisebbséggel is rendelkező község. A község a fővárostól mintegy 60 km-re, a megyeszékhelytől 75 km, Váctól valamint Balassagyarmattól egyaránt 30 km, Aszódtól 27 km, Pásztótól 45 km távolságra fekszik.

### Megközelítése
- Vonattal a MÁV 78-as számú Aszód–Balassagyarmat–Ipolytarnóc-vasútvonalán közelíthető meg. Az itteni megállóhely Acsa-Erdőkürt és Nógrádkövesd között található, közúti elérését a 2115-ös útból kiágazó 21 334-es út teszi lehetővé.
- Közúton a fővárosból indulva a legegyszerűbb útvonal, ha az M3-as autópályán haladunk a bagi lehajtóig, majd ott letérve az Iklad-Galgagyörk-Acsa útvonalat követjük, de megközelíthető az M2-es autóút felől is, Vácnál letérve a Rád-Penc-Acsa útvonalon. A község átmenő forgalma jelentős, főutcája az Aszódot Balassagyarmattal összekötő 2108-as számú mellékút. Rétság (Nógrádsáp) felé ágazik el a fentebb említett 2115-ös út, Jobbágyi (Bercel) irányába pedig a 2129-es út, ezáltal egy kisebbfajta közlekedési csomópontot alkot.

## Története
Galgaguta Guta, (Kis-, Nagy-) nevét 1309-ben említette először oklevél Gutha néven.
Első ismert birtokosai a Gutai család tagjai voltak.
1309-ben Gutai István nevét említették, aki Bágyoni Kylian fia Benedek szerviense volt, és Bágyonban vásárolt földet.
1326-ban Kisgutát kapta ajándékba Károly Róbert királytól Mohporai Miklós fia Makow, aki a királyi udvarban volt. Az ajándékba kapott birtok azelőtt az örökös nélkül elhalt Pop fia Gervasius és Tamás birtoka volt. A beiktatásnál ennek az ajándékozásnak Nagygutai János fiai Miklós és János, valamint Iván fia István ellentmondtak, de 1327-ben a Nagygutaiak kiegyeztek Mohorai Mikóval és kettéosztották kisgutát.
A 20. század elején Nógrád vármegye Sziráki járásához tartozott.
1910-ben 705 lakosából 201 magyar, 501 szlovák volt. Ebből 135 római katolikus, 549 evangélikus, 14 izraelita volt.

## Közélete

### Polgármesterei
- 1990–1994: Hornok Sándor (független)[4]
- 1994–1998: Hornok Sándor (független)[5]
- 1998–2002: Rékási László (független)[6]
- 2002–2006: Orgoványi László (független)[7]
- 2006–2010: Orgoványi László (független)[8]
- 2010–2014: Orgoványi László (független)[9]
- 2014–2019: Agócs Gábor (független)[10]
- 2019–2024: Agócs Gábor (független)[11]

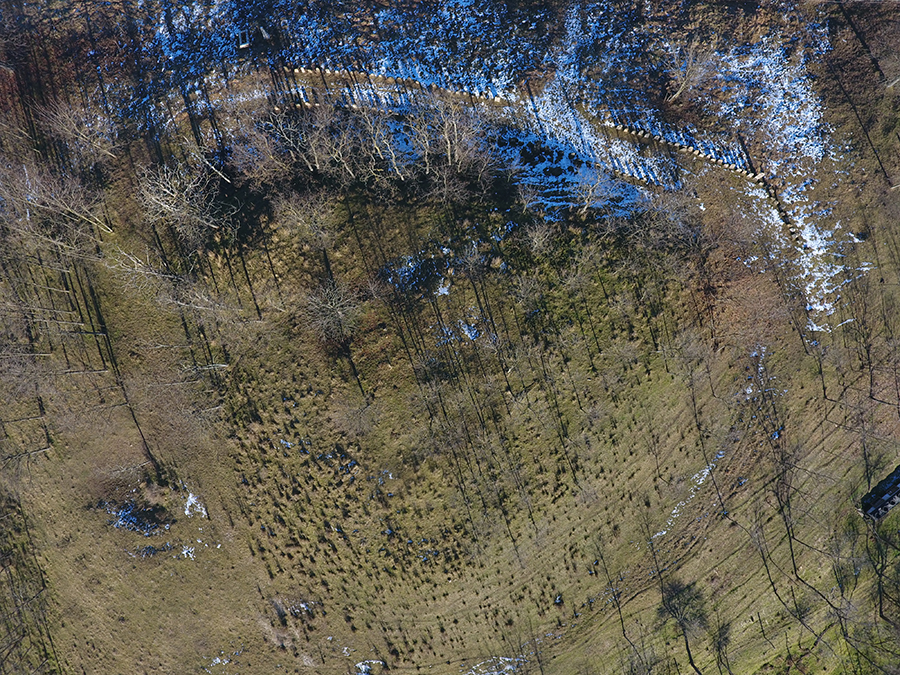
Galgaguta - Fundudpuszta, légi fotó

- 2024– : Agócs Gábor (független)[1]

## Népesség
A település népességének változása:
| Lakosok száma | 645  | 614  | 608  | 581  | 624  | 616  | 598  |
|               | 2013 | 2014 | 2015 | 2021 | 2022 | 2023 | 2024 |

2001-ben a település lakosságának 59%-a magyar, 40%-a szlovák, 1%-a cigány nemzetiségűnek vallotta magát.
A 2011-es népszámlálás során a lakosok 85,7%-a magyarnak, 2,1% cigánynak, 14,3% szlováknak mondta magát (14,3% nem nyilatkozott; a kettős identitások miatt a végösszeg nagyobb lehet 100%-nál). A vallási megoszlás a következő volt: római katolikus 27,5%, református 1,1%, evangélikus 41,6%, görögkatolikus 0,2%, felekezeten kívüli 3,4% (19,6% nem nyilatkozott).
2022-ben a lakosság 95,8%-a vallotta magát magyarnak, 14,6% szlováknak, 4,5% cigánynak, 1% ukránnak, 0,2-0,2% szlovénnek, horvátnak, németnek és románnak, 2,4% egyéb, nem hazai nemzetiségűnek (3,4% nem nyilatkozott; a kettős identitások miatt a végösszeg nagyobb lehet 100%-nál). Vallásuk szerint 29% volt evangélikus, 22,1% római katolikus, 1,8% református, 3,7% egyéb keresztény, 0,5% egyéb katolikus, 9,8% felekezeten kívüli (33,2% nem válaszolt).

## Híres személyek
- Itt hunyt el Geduly Bogyoszló (1802-1878) evangélikus lelkész.

## Nevezetességei
A település védett műemléki értéke az 1775–1777 között épült evangélikus templom, tornyát 1792–1793 között emelték.

## Külső hivatkozások
- Galgaguta honlapja